# Steven Wright
Steven Alexander Wright (Cambridge, 6 december 1955) is een Amerikaanse stand-upcomedian, schrijver, filmmaker en acteur.

## Biografie
Steven Wright werd in 1955 geboren in Cambridge (Massachusetts). Hij groeide op in Burlington (Massachusetts), in een rooms-katholiek gezin. Zijn moeder Lucille "Dolly" Lomano was een Italo-Amerikaanse en zijn vader Alexander Wright was van Schotse afkomst.
Wright studeerde achtereenvolgens aan Middlesex Community College en Emerson College. Hij studeerde in 1978 af en begon nadien als stand-upcomedian op te treden in de comedyclub Comedy Connection in Boston.
Zijn passies zijn muziek en schilderen.

## Carrière
In 1982 werd Wright in de comedyclub Ding Ho in Cambridge ontdekt door televisieproducent Peter Lassally, waarna hij mocht optreden in The Tonight Show Starring Johnny Carson. Wright maakte zo'n goede indruk tijdens zijn optreden in het programma dat hij een week later mocht terugkeren.
In 1985 bracht hij het comedy-album I Have a Pony uit. Het album was een succes, Wright ontving een Grammy-nominatie en kreeg nadien van HBO de kans om een comedyspecial op te nemen. De special werd opgenomen in de comedyclub Wolfgang's in San Francisco en op 7 september 1985 uitgezonden door HBO.
In 1989 won Wright samen met filmmaker Dean Parisot de Oscar voor beste korte film. Het duo kreeg de prijs voor hun 30 minuten durende film The Appointments of Dennis Jennings, een surrealistische komedie waaraan onder meer de Britse komiek Rowan Atkinson meewerkte. Wright schreef en producete de korte film en vertolkte ook zelf de hoofdrol. Een jaar later nam hij onder de titel Wicker Chairs and Gravity zijn tweede special op voor HBO.
In 1992 had hij een terugkerende rol in de sitcom Mad About You. Datzelfde jaar sprak hij ook de stem in van de radio-dj in de misdaadfilm Reservoir Dogs van regisseur Quentin Tarantino, een rol die hij in postproductie verwierf via Parisots echtgenote Sally Menke, die de film monteerde. Verder werkte hij in de jaren 1990 ook mee aan films als Natural Born Killers (1994), The Swan Princess (1994), Mixed Nuts (1994) en Babe: Pig in the City (1998). Daarnaast was hij in de jaren 1990 ook regelmatig te gast in Late Show with David Letterman en The Tonight Show with Jay Leno.
In 2006 nam hij voor Comedy Central een derde comedyspecial (When the Leaves Blow Away) op. Een jaar later bracht hij onder de titel I Still Have a Pony zijn tweede comedy-album uit. Tussen 2005 en 2014 was hij regelmatig te gast in The Late Late Show with Craig Ferguson. Van 2011 tot 2015 producete hij de komische serie Louie.

## Stijl
Wright staat bekend om zijn droge humor, meestal gebracht met een monotone stem en emotieloze gezichtsuitdrukking. Zijn grappen zijn vaak korte, absurde woordspelingen, drogredenen en oneliners.
In 2017 plaatste het tijdschrift Rolling Stone hem op de vijftiende plaats in de lijst van 50 beste stand-upcomedians.

## Filmografie

### Film
- The Last Word (1979)
- Desperately Seeking Susan (1985)
- Stars and Bars (1988)
- Men of Respect (1990)
- Reservoir Dogs (1992) (stem)
- So I Married an Axe Murderer (1993)
- The Swan Princess (1994) (stem)
- Natural Born Killers (1994)
- Speechless (1994)
- Mixed Nuts (1994)
- For Better or Worse (1995)
- Canadian Bacon (1995)
- Half Baked (1998)
- Babe: Pig in the City (1998) (stem)
- 1999 (1998)
- The Muse (1999)
- Loser (2000)
- Coffee and Cigarettes (2003)
- Son of the Mask (2005)
- The Aristocrats (2005)
- When Stand Up Stood Out (2005)
- The Emoji Movie (2017) (stem)

### Televisie
- WKRP in Cincinnati (1979)
- Trying Times (1987)
- Bob (1992)
- Mad About You (1993)
- The Larry Sanders Show (1993–1998)
- Dr. Katz, Professional Therapist (1995–1997) (stem)
- Happily Ever After: Fairy Tales for Every Child (1997) (stem)
- Almost Perfect (1997)
- The Simpsons (1998) (stem)
- Hercules (1998–1999) (stem)
- Becker (1999)
- Space Ghost Coast to Coast (1999)
- The Downer Channel (2001)
- Codename: Kids Next Door (2001) (stem)
- Aqua Teen Hunger Force (2011) (stem)
- Louie (2011–2015)
- The Flaming C (2015) (stem)
- Horace and Pete (2016)

### Korte films
- The Appointments of Dennis Jennings (1988)
- One Soldier (1999)

## Comedy-albums en specials
- I Have a Pony (1985) (album)
- A Steven Wright Special (1985) (HBO-special)
- Wicker Chairs and Gravity (1990) (HBO-special)
- When the Leaves Blow Away (2006) (Comedy Central-special)
- I Still Have a Pony (2007) (album)

## Prijzen en nominaties
| Titel                                      | Categorie            | Uitslag        |
| Academy Awards                             | Academy Awards       | Academy Awards |
| ------------------------------------------ | -------------------- | -------------- |
| The Appointments of Dennis Jennings (1988) | Beste korte film     | Gewonnen       |
| Emmy Awards                                |                      |                |
| Louie (2014)                               | Beste komische serie | Genomineerd    |
| Louie (2015)                               | Beste komische serie | Genomineerd    |
| Grammy Awards                              |                      |                |
| I Have a Pony (1985)                       | Beste comedy-album   | Genomineerd    |
| I Still Have A Pony (2007)                 | Beste comedy-album   | Genomineerd    |